# Nawiedzony dom (manga)
Nawiedzony dom (jap. ホーンテッドハウス Hōnteddo hausu) – manga autorstwa Mitsukazu Mihary, wydana w październiku 2002 przez wydawnictwo Shōdensha. W Polsce ukazała się ona nakładem wydawnictwa Hanami.

## Fabuła
Historia opowiada o chłopaku imieniem Sabat Obiga, nieszczęśliwym licealiście, który bardzo pragnie mieć dziewczynę, jednak za każdym razem, kiedy zaprasza jakąś do domu, jego specyficzna rodzina, składająca się z ojca pracującego w banku, matki czytającej poezję, bliźniaczek Lisy i Misy tworzących laleczki voodoo oraz czarnego kota, celowo odstrasza dziewczęta swoim zachowaniem. Co więcej, zdaje się, że domownicy cieszą się z jego nieszczęścia i specjalnie przeganiają potencjalne partnerki.

## Publikacja
Manga została wydana w Japonii 8 października 2002 nakładem wydawnictwa Shōdensha. W Ameryce Północnej prawa dystrybucji nabyło wydawnictwo Tokyopop, natomiast w Polsce – Hanami.

## Odbiór
Nawiedzony dom zebrał mieszane recenzje. Krytycy porównali mangę do Rodziny Addamsów. Leroy Douresseaux z The Comic Book Bin uznał, że jej dopracowane ilustracje częściowo pomogły zrównoważyć chorobliwy materiał i przyznał pozycji ocenę 5/10. Ryan Huston z MangaLife, choć cieszył się podczas okazjonalnych „uroczych i lekko zabawnych momentów”, uznał, że gotyckie elementy akcji, powtarzająca się fabuła i „bezbarwne” ilustracje zaszkodziły tomowi. Katherine Dacey pochwaliła „eleganckie, stylizowane projekty postaci” oraz przyjemną historię, choć skomentowała, że morał jest przedstawiony nieco zbyt schludnie. Innemu recenzentowi spodobał się komediowy aspekt Nawiedzonego domu, chociaż przyznał, że był to nabyty gust.